# Eisenbahndirektion
Als Eisenbahndirektion (ED), Bundesbahndirektion (BD) bzw. Reichsbahndirektion (RBD/Rbd) wird in Deutschland und Österreich die betriebsführende Leitung einer Eisenbahn oder eines Streckengebiets einer größeren Eisenbahngesellschaft bezeichnet. Ihre Organisation wird durch die jeweilige Bahngesellschaft oder die Staatsbahn festgelegt. Im deutschen Raum waren sie regionale Verwaltungseinheiten in der Hierarchie der staatlichen Eisenbahnverwaltungen. Mit der Gründung der Deutschen Bahn AG 1994 wurde das System der deutschen Eisenbahndirektionen abgeschafft. Deren vormalige Aufgaben wurden neuen „Geschäftsbereichen“ übertragen.

## Deutschland

### Länderbahnen-Eisenbahndirektionen

#### Einordnung in die staatliche Hierarchie
Die Eisenbahndirektionen der deutschen Länderbahnen waren in der Regel einem Fachministerium, seltener einer eigenständigen Generaldirektion unterstellt. Dieses war in Preußen beispielsweise das „Ministerium für Handel, Gewerbe und öffentliche Arbeiten“, ab 1878 das davon abgetrennte „Ministerium der öffentlichen Arbeiten“. Ihm unterstanden die ansonsten weitgehend selbstständigen, ab 1895 insgesamt 20 „Königlichen Eisenbahndirektionen“ (KED). Dem gegenüber unterstanden die Königlich Sächsischen Staatseisenbahnen dem sächsischen Finanzministerium.
In Bayern waren die fünf „Eisenbahnbetriebsdirektionen“ bis 1886 der „Generaldirektion der königlichen Verkehrsanstalten“, danach der „Generaldirektion der königlich bayerischen Staatseisenbahnen“ und ab 1906 dem „Staatsministerium für Verkehrsangelegenheiten“ unterstellt.
Als kleineres Land mit nur einer zentralen Leitstelle sei Baden angeführt. Dort gab es erst ab 1882 eine Eisenbahndirektion in Karlsruhe. Zuvor war der staatliche Eisenbahnbau dem Innenministerium, der Betrieb dagegen dem Außenministerium zugeordnet. Zwischenzeitlich war für die staatlichen Eisenbahnen die Oberdirektion des Wasser- und Straßenbaus sowie danach die Oberdirektion der Posten und Eisenbahnen zuständig.

#### Interne Gliederung

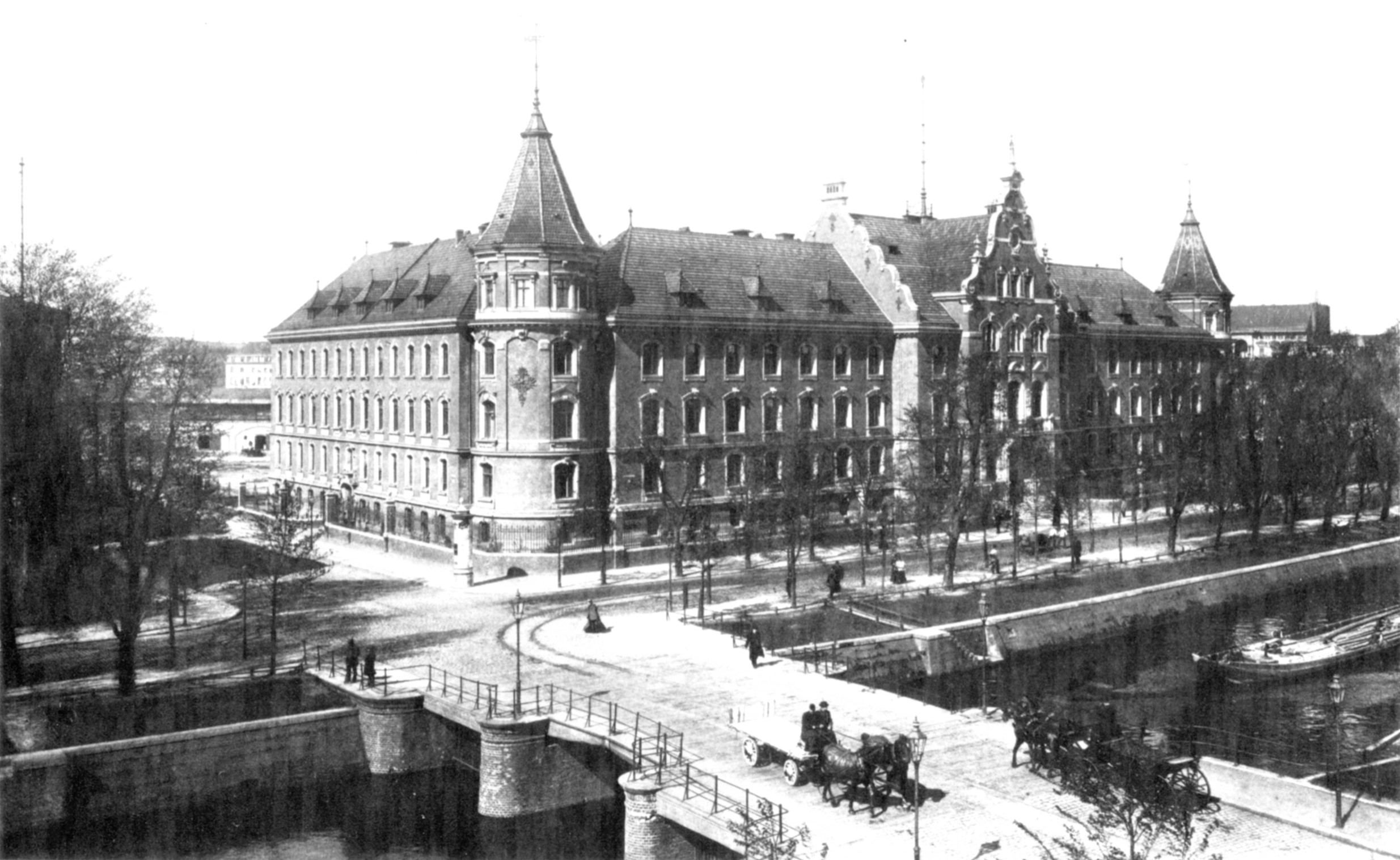
Königliche Eisenbahndirektion Berlin

In einem fortgeschrittenen Stadium der Organisation waren die Eisenbahndirektionen der staatlichen Führung meist hinsichtlich der Finanzen unterworfen. Dies betraf insbesondere die Tarifgestaltung (Regeltarife, Sondertarife für bestimmte Bereiche), den Einbehalt oder die Abgabe von Einnahmen und die Gewährung zusätzlicher Mittel für besondere Eisenbahnbauten (Bahnhöfe, neue Strecken, Elektrifizierung) oder zum Ausgleich von Verlusten.
In diesem vorgegebenen Rahmen organisierten die Direktionen den Betrieb für die ihnen zugeordneten Bahnstrecken. Intern gab es dazu häufig Abteilungen mit den Zuordnungen „Finanzen und Personal“, „Fahrplan, Tarife, Betriebsabläufe“ und „Bau, Unterhaltung und Fahrzeuge“.

#### Unterabteilungen
Eine Eisenbahndirektion konnte zudem mehrere ihr zugeordnete Betriebsämter, Hauptwerkstätten oder Betriebswerke an verschiedenen Orten haben, die jeweils bestimmten Strecken zugeordnet waren.
Dabei konnte es vorkommen, dass in einer größeren Stadt oder einem Eisenbahnknoten mehrere Betriebsämter von verschiedenen Eisenbahndirektionen nebeneinander vertreten waren, insbesondere in der Hauptstadt Berlin.
So gibt Meyers Konversations-Lexikon für den Zeitpunkt 1885 eine Aufteilung der „Königl. Direktionen der Staatsbahnen in Berlin“ in elf teilweise externe „Betriebsämter“ für die bezeichneten Strecken an:
- drei in Berlin:
  - Berlin–Dresden,
  - Berlin–Sommerfeld,
  - Stadt- und Ringbahn,
- zwei in Breslau:
  - Breslau–Halbstadt,
  - Breslau–Sommerfeld,
- je eines in Görlitz, Guben, Kottbus und Stralsund
- zwei in Stettin:
  - Berlin–Stettin,
  - Stettin–Stralsund,

Nach der Umstrukturierung vom 1. April 1895 hatte die Direktion Berlin
- neun Betriebsinspektionen,
- drei Maschineninspektionen,
- eine Telegrafeninspektion,
- vier Verkehrsinspektionen und
- dreizehn Werkstätteninspektionen.

Der Personalbestand setzte sich neben dem Präsidenten zusammen aus 15 Mitgliedern des Direktoriums, zehn Hilfsarbeitern, einem Rechnungsdirektor, einem Rechnungsführer und 580 Büroangestellten.

#### Preußen
In Preußen wurden die Verwaltungen der größeren staatlichen Bahnen zu selbständigen Direktionen umgebildet, die als „Königliche Eisenbahndirektionen“, kurz „KED“ und später als „Eisenbahndirektionen“ („ED“) der Preußischen Staatseisenbahnen bezeichnet wurden. Mit seinem ausgedehnten Eisenbahnnetz gab es hier die meisten deutschen Eisenbahndirektionen und tief ausdifferenzierte Strukturen. Die Eisenbahndirektionen unterstanden unmittelbar dem Ministerium für Handel, Gewerbe und öffentliche Arbeiten, ab 1878 dem davon abgetrennten Ministerium der öffentlichen Arbeiten. Diesem war neben der Eisenbahn auch die Zuständigkeit für Kanalbauten und für Chausseebauten übertragen, es war somit eine Art Verkehrsministerium.

##### Direktionen
Mit Stand von 1907 hatten die Preußischen Staatseisenbahnen nach der Verwaltungsreform von 1895 und der Vereinigung mit den Hessischen Staatseisenbahnen und der verstaatlichten Hessischen Ludwigsbahn 1897 folgende Direktionen:
| Gründungsdatum   | Direktion                                                                                                  | Bemerkung                                                                |
| ---------------- | --- | ------------------------------------------------------------------------ |
| 5. November 1849 | Bromberg                                                                                                   | als „Königliche Direction der Ostbahn zu Bromberg“                       |
| 1. Januar 1852   | Berlin | als vormalige „Kgl. Direction der Niederschlesisch-Märkischen Eisenbahn“ |
| 1. April 1880    | Cöln linksrheinisch, Frankfurt/Main, Hannover, Magdeburg                                                   |                                                                          |
| 1. Mai 1882      | Erfurt |                                                                          |
| 1. Januar 1883   | Kattowitz                                                                                                  |                                                                          |
| 1. März 1884     | Altona |                                                                          |
| 1. April 1895    | Breslau, Cassel, Danzig, Elberfeld, Essen, Halle (Saale), Königsberg, Münster, Posen, Saarbrücken, Stettin |                                                                          |
| 1. April 1897    | Mainz | als Direktion der Preußisch-Hessischen Eisenbahngemeinschaft             |
| 1. April 1907    | Eisenbahnzentralamt Berlin                                                                                 | im Range einer KED                                                       |

Die mit der Umstrukturierung von 1895 in Preußen vorgenommene Einteilung wurde im Wesentlichen von der nachfolgenden Deutschen Reichsbahn-Gesellschaft, der Deutschen Bundesbahn und der Deutschen Reichsbahn übernommen.

#### Bayern
Die regionalen Verwaltungen der Königlich Bayerischen Staats-Eisenbahnen wurden zunächst als Bahnämter und Oberbahnämter bezeichnet, letztere befanden sich in Augsburg, Bamberg, Ingolstadt, Kempten, München, Nürnberg, Regensburg, Rosenheim, Weiden und Würzburg. Sie waren bis 1886 der „Generaldirektion der königlichen Verkehrsanstalten“ und danach bis 1906 der „Generaldirektion der königlich bayerischen Staatseisenbahnen“ unterstellt. Ab 1906 wurden die „Eisenbahnbetriebsdirektionen“ geschaffen, die dem „Staatsministerium für Verkehrsangelegenheiten“ unterstanden. Sie umfassten die Direktionen Augsburg, Ludwigshafen/Rhein, München, Nürnberg, Bamberg, Regensburg und Würzburg, die bis auf Bamberg (zu Nürnberg zugeordnet) nach 1920 von der Reichsbahn übernommen wurden.

#### Sachsen
In Sachsen gab es bis 1869 mehrere organisatorisch getrennte „Staatseisenbahnen“. Standorte der Direktionen waren Dresden und Leipzig, kurzzeitig auch Chemnitz.
In Leipzig wurde am 1. April 1847 die „Königliche Direction der Sächsisch-Bayerischen Staatseisenbahn“ gegründet, die ab 1. Oktober 1853 zur „Königlichen Direktion der westlichen Staatseisenbahn“ wurde. 1858 übernahm die Leipziger Direktion auch die Strecken der Niedererzgebirgischen Staatsbahn, die seit 1851 von der in Chemnitz ansässigen „Königlichen Direktion der Chemnitz-Riesaer Staatsbahn“ verwaltet worden waren. In Dresden wurde am 1. August 1848 die „Königliche Direction der Sächsisch-Böhmischen Staatseisenbahn“ gegründet, sie wurde wenig später zur „Königlichen Direction der Sächsisch-Böhmischen und Sächsisch-Schlesischen Staatseisenbahnen“, ab 14. Dezember 1852 zur „Königlichen Staatseisenbahn-Direction“ und ab 1. Oktober 1853 die „Königliche Direktion der östlichen Staatseisenbahnen“. Die Netze der westlichen und östlichen Staatseisenbahnen waren räumlich getrennt und lediglich über die Strecken der privaten Leipzig-Dresdner Eisenbahn-Compagnie verbunden.
Erst mit Fertigstellung der Bahnstrecke Dresden–Werdau bestand ab 1. April 1869 eine direkte Verbindung zwischen den beiden Staatsbahnnetzen. Verwaltungstechnisch wurden die beiden bislang getrennten Direktionen daher ab 1. Juli 1869 zur „Königlichen Generaldirection der sächsischen Staatseisenbahnen“ zusammengefasst.

#### Übrige Länderbahnen
Nach Angaben von Meyers Konversations-Lexikon von 1888
- Baden: „Generaldirektion der Großherzoglich Badischen Staatseisenbahnen“ in Karlsruhe
- Elsass-Lothringen: „Kaiserliche Generaldirektion der Eisenbahnen in Elsaß-Lothringen“ zu Straßburg, für die Eisenbahn in Elsaß-Lothringen und die Wilhelm-Luxemburger Eisenbahn
- Hessen:
  - „Direktion der Main-Neckar-Eisenbahn-Gesellschaft“ in Darmstadt (von Baden, Hessen und Preußen gemeinsam verwaltete Direktion)
  - „Großherzogliche Direktion der Oberhessischen Staatseisenbahn“ in Gießen
  - seit 1896: Direktion der Königlich Preußischen und Großherzoglich Hessischen Eisenbahnen in Mainz (vgl. Preußen)
- Mecklenburg: „Großherzogliche General-Eisenbahn-Direktion“ (GGED) in Schwerin (ab 1889)
- Oldenburg: „Großherzogliche Eisenbahndirektion“ in Oldenburg
- Württemberg: „Eisenbahndirektion der Württembergischen Staatseisenbahnen“ in Stuttgart

### Deutsche Reichsbahn
Die 1920 als oberste Verwaltung der deutschen Länderbahnen gegründete, zunächst bis 1921 als Deutsche Reichseisenbahnen bezeichnete Deutsche Reichsbahn übernahm im Wesentlichen zunächst die Direktionen der deutschen Länderbahnen. 1924 wurde die Deutsche Reichsbahn im Zuge des Dawes-Plans in die Deutsche Reichsbahn-Gesellschaft umgewandelt, ohne dass sich dies auf ihre Organisationsstruktur nennenswert auswirkte. Einzelne kleinere Direktionen wurden in den 1930er Jahren von der DRG (ab 1937 wieder in direkter Staatsverwaltung als Deutsche Reichsbahn) größeren Direktionen zugeordnet oder auf mehrere Direktionen aufgeteilt.
Den Reichsbahndirektionen (RBD bzw. Rbd) unterlagen die Betriebs- und Verkehrsabwicklung sowie alle fachlichen Aufgaben. Ihnen waren Dienststellen wie Betriebsämter, Verkehrsämter, Maschinenämter, Vermessungsämter, Ausbesserungswerke und bei Bedarf auch Neubauämter untergeordnet.
Ausgenommen waren alle Aufgabenbereiche die dem Reichsverkehrsministerium, den Reichsbahnbaudirektionen, den Reichsbahnzentralämtern, der Oberbetriebsleitung (später Generalbetriebsleitung) und den „Geschäftsführenden Direktionen“ vorbehalten waren. So wurden auch bestimmte Geschäfte nur von den „Geschäftsführenden Direktionen“ geführt und konnten nicht von den Reichsbahndirektionen ausgeführt werden. Die „Geschäftsführenden Direktionen für das Werkstättenwesen“ leiteten und überwachten die Tätigkeit aller Werkstätten bei den Ausbesserungswerken ihres Gruppenbezirks die als Ämter zählten, während die übrigen örtlichen Reichsbahndirektionen mit der Verwaltung der Werkstätten nichts zu tun hatten.
Jede Reichsbahndirektion war in der Regel in fünf Fachabteilungen aufgegliedert, die den Eisenbahnabteilungen des Reichsverkehrsministeriums entsprachen.
1. Abteilung I Verkehrs- und Tarifplanung
2. Abteilung II Bau- und Betriebsabteilung
3. Abteilung III Maschinentechnische und Einkaufsabteilung
4. Abteilung IV Finanz- und Rechtsabteilung
5. Abteilung V Personalabteilung

#### Reichsbahndirektionen

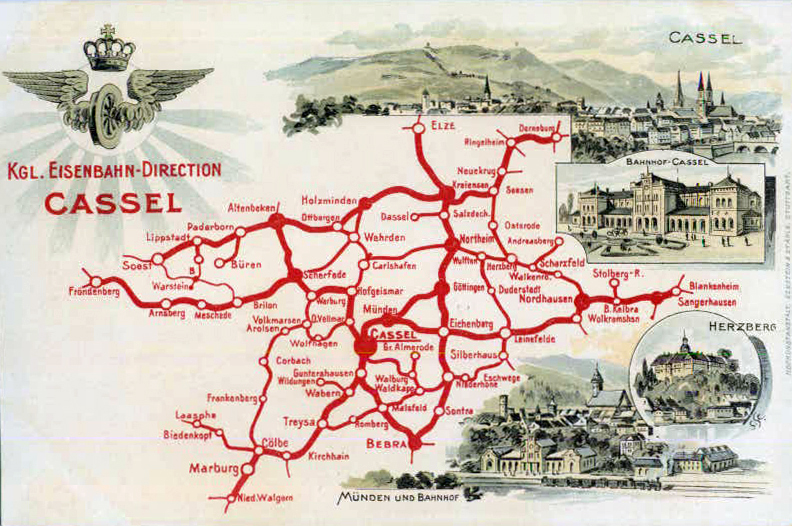
Karte der Reichsbahndirektion Kassel (zuvor: Eisenbahndirektion Cassel)

Die Deutsche Reichsbahn-Gesellschaft verfügte 1927 über 30 Reichsbahndirektionen, von denen sechs Direktionen nicht direkt der Reichsbahn-Hauptverwaltung, sondern der Gruppenverwaltung Bayern unterstellt waren. Ab 1938 kamen nach dem Anschluss Österreichs vorübergehend vier, später drei Reichsbahndirektionen hinzu, schließlich 1939 nach dem Überfall auf Polen zwei Direktionen in den als Reichsgaue Wartheland und Danzig-Westpreußen annektierten Teilen Polens bzw. der Freien Stadt Danzig:
- Reichsbahndirektion Altona (ab 1938 RBD Hamburg)
- Reichsbahndirektion Berlin
- Reichsbahndirektion Breslau
- Reichsbahndirektion Dresden
- Reichsbahndirektion Elberfeld (ab 1930 RBD Wuppertal)
- Reichsbahndirektion Erfurt
- Reichsbahndirektion Essen/Ruhr
- Reichsbahndirektion Frankfurt/Main
- Reichsbahndirektion Halle (Saale)
- Reichsbahndirektion Hannover
- Reichsbahndirektion Karlsruhe
- Reichsbahndirektion Kassel
- Reichsbahndirektion Köln
- Reichsbahndirektion Königsberg (Pr.)
- Reichsbahndirektion Magdeburg (aufgelöst zum 1. Oktober 1931, Strecken an RBD Halle/Saale, Berlin, Altona und Hannover)
- Reichsbahndirektion Mainz
- Reichsbahndirektion Münster (Westf.)
- Reichsbahndirektion Oldenburg (aufgelöst zum 1. Januar 1935, Strecken an RBD Münster und Hannover)
- Reichsbahndirektion Oppeln
- Reichsbahndirektion Osten (Sitz in Frankfurt (Oder))
- Reichsbahndirektion Saarbrücken (ab 1935, Übernahme der RBD Trier und der Strecken im Saargebiet)
- Reichsbahndirektion Schwerin
- Reichsbahndirektion Stettin
- Reichsbahndirektion Stuttgart
- Reichsbahndirektion Trier (ab 1935 zur RBD Saarbrücken)

Die Reichsbahndirektionen der 1933 aufgehobenen Gruppenverwaltung Bayern:
- Reichsbahndirektion Augsburg
- Reichsbahndirektion Ludwigshafen (aufgelöst zum 1. April 1937, Strecken an RBD Mainz und Saarbrücken)
- Reichsbahndirektion München
- Reichsbahndirektion Nürnberg
- Reichsbahndirektion Regensburg
- Reichsbahndirektion Würzburg (aufgelöst zum 1. Januar 1931, Strecken an RBD Augsburg und Nürnberg)

Nach dem Anschluss Österreichs im Zuge der Übernahme der BBÖ am 18. März 1938 eingerichtete Direktionen:
- Reichsbahndirektion Innsbruck (aufgelöst zum 1. April 1939, Strecken an RBD Augsburg, München, Linz und Villach)
- Reichsbahndirektion Linz
- Reichsbahndirektion Villach
- Reichsbahndirektion Wien

Nach der Annektierung der Freien Stadt Danzig und der früheren polnischen Gebiete zum 1. Dezember 1939 eingerichtete Reichsbahndirektionen:
- Reichsbahndirektion Danzig für den Reichsgau Danzig-Westpreußen
- Reichsbahndirektion Posen für den Reichsgau Wartheland

Die Eisenbahnlinien des Sudetenlandes wurden den benachbarten Reichsbahndirektionen Breslau, Oppeln, Dresden und Regensburg zugeordnet, die Strecken im Memelgebiet der RBD Königsberg.

### Deutsche Reichsbahn (nach 1945)
Die Deutsche Reichsbahn richtete zusätzlich zu den von der Vorgängerorganisation auf ihrem Verkehrsgebiet übernommenen Direktionen vier weitere ein, die die Zuständigkeit anstelle der Direktionen in den früheren deutschen Ostgebieten und der Bundesrepublik Deutschland übernahmen, wobei die Kennbuchstaben erhalten blieben.
Die Deutsche Reichsbahn führte die Bezeichnung „Reichsbahndirektion“ bis zu ihrem Aufgehen in der Deutschen Bahn AG 1994 weiter.
Jede Reichsbahndirektion wurde von einem Präsidenten geleitet, der dem Ministerium für Verkehr unterstand. Der Reichsbahndirektion waren ein Reichsbahnamt, örtliche Dienststellen der Hauptdienstzweige Maschinenwirtschaft, Wagenwirtschaft, Bahnanlagen, Sicherungs- und Fernmeldewesen und Dienststellen mit speziellen Aufgaben des Bezirks nachgeordnet. Die Reichsbahndirektion war entsprechend den Hauptdienstzweigen in Verwaltungen, denen ein Verwaltungsleiter vorstand, und in Funktionalabteilungen (z. B. Planung, Kader und Ausbildung, Hauptbuchhaltung und Statistik) gegliedert. Die Abgrenzung der Reichsbahndirektionen voneinander berücksichtigte das Streckennetz und die Territorialstruktur der DDR.

#### Reichsbahndirektionen
Liste der Direktionen der Deutschen Reichsbahn
- Reichsbahndirektion Berlin (1)
- Reichsbahndirektion Cottbus (2)
- Reichsbahndirektion Dresden (3)
- Reichsbahndirektion Erfurt (4)
- Reichsbahndirektion Greifswald (5)
- Reichsbahndirektion Halle (6)
- Reichsbahndirektion Magdeburg (7)
- Reichsbahndirektion Pasewalk (vom 21. Juli bis 10. Oktober 1945 als Ersatz für Stettin, wurde nach Greifswald verlegt)
- Reichsbahndirektion Schwerin (8)
- Reichsbahndirektion Wittenberge (vom 15. August bis 30. September 1945 als Ersatz für den DR-Anteil der RBD Hamburg)

### Deutsche Bundesbahn
Mit der Gründung der Deutschen Bundesbahn wurden die vormaligen „Reichsbahndirektionen“ als Bundesbahndirektionen bezeichnet. Deren Dienststellen ergaben sich im Wesentlichen aus den vormaligen Reichsbahndirektionen unter Ausschluss der auf dem Staatsgebiet der Deutschen Demokratischen Republik sowie der früheren Ostgebiete befindlichen Direktionen.
Nach dem Bundesbahngesetz waren die Eisenbahndirektionen dem zwanzigköpfigen Verwaltungsrat der Bundesbahn unterstellt, dessen Mitglieder von der Bundesregierung bestimmt wurden. Gemäß dem Bundesbahngesetz beschloss der Verwaltungsrat über die Präsidenten der Eisenbahndirektionen […] im Einvernehmen mit dem Vorstand, sowie die Errichtung, Verlegung, Aufhebung oder wesentliche organisatorische Veränderung einer Eisenbahndirektion oder eines zentralen Amtes der Deutschen Bundesbahn und eine wesentliche Änderung ihrer Bezirke. Nach dem Gesetz waren organisatorische Veränderungen auch im Einvernehmen mit den „örtlich beteiligten obersten Landesverkehrsbehörden“ zu treffen. Dem Bundesminister für Verkehr blieb dabei jedoch letztlich die Genehmigung vorbehalten.

#### Bundesbahndirektionen
Die Deutsche Bundesbahn war beim Stand 1993 in nachstehende Direktionen gegliedert (in Klammern die Kennbuchstaben der Direktion und Kennziffern der Betriebsdienststellen, die bau- und maschinentechnischen Dienststellen besaßen – eine jeweils um 50 erhöhte Kennziffer):
- Bundesbahndirektion Essen [E] [10]
- Bundesbahndirektion Frankfurt [F] [11]
- Bundesbahndirektion Hamburg in Hamburg-Altona [A] [01]
- Bundesbahndirektion Hannover [H] [13]
- Bundesbahndirektion Karlsruhe [R] [14]
- Bundesbahndirektion Köln [K] [15]
- Bundesbahndirektion München [M] [20]
- Bundesbahndirektion Nürnberg [N] [22]
- Bundesbahndirektion Saarbrücken [S] [25]
- Bundesbahndirektion Stuttgart [T] [29]

Bis zu diesem Zeitpunkt waren folgende Direktionen aufgelöst und den verbleibenden Direktionsbezirken zugeordnet worden:
- Bundesbahndirektion Augsburg (aufgelöst am 1. Juni 1971, an BD München) [02]
- Bundesbahndirektion Kassel (aufgelöst am 31. Dezember 1974, an BD Frankfurt) [05]
- Bundesbahndirektion Mainz (aufgelöst am 30. April 1972, an BDen Saarbrücken, Karlsruhe, Frankfurt und Köln)[19]
- Bundesbahndirektion Münster/Westf. (aufgelöst am 31. Dezember 1974, an BDen Essen und Hannover) [21]
- Bundesbahndirektion Regensburg (aufgelöst am 1. Juni 1976, an BDen München und Nürnberg) [26]
- Bundesbahndirektion Trier (bis Januar 1960, an BD Saarbrücken)
- Bundesbahndirektion Wuppertal (aufgelöst am 31. Dezember 1974, an BDen Köln und Essen) [08]

Daneben bestanden Dienststellen wie die Bundesbahn-Zentralämter in München und Minden sowie andere zentrale Dienststellen, deren Gebiet über mehrere Direktionen reichte.
An den Direktionen bestanden Bibliotheken, die Ende der 1960er Jahre jeweils 10.000 bis 40.000 Bände umfassten.
Mit Gründung der Deutschen Bahn AG 1994 wurden die Direktionen aufgehoben und ihre Aufgaben den neuen Geschäftsbereichen übertragen.

### Tabellarische Übersicht
Nachfolgend werden in einer gemeinsamen Tabellen alle ehemaligen deutschen Eisenbahndirektionen mit ihrer Zugehörigkeit in verschiedenen Zeitabschnitten gelistet. Für einige der Eisenbahndirektionen dieser Tabelle werden in der Literatur frühere Errichtungsdaten genannt, diese betreffen dann meist die Direktionen der früheren Privatbahnen.
Legende
Spalten der Zeitabschnitte:
1 = Länderbahnen bis 1866 (1866 Annexion mehrerer Länder durch Preußen)
2 = Länderbahnen 1866–1895 (1895 Verwaltungsreform der Preußischen Staatseisenbahnen)
3 = Länderbahnen 1895–1920 (1920 Übernahme der Länderbahnen in die Deutsche Reichsbahn)
4 = Deutsche Reichsbahn (Gesellschaft) 1920–1945/49 (1945/49 deutsche Teilung)
5 = Deutsche Bundesbahn/Deutsche Reichsbahn 1949–1994 (1991–1994 Fusion von DB und DR zur Deutsche Bahn AG)
Länderbahnen-Kürzel
- Bad = Großherzoglich Badische Staatseisenbahnen
- Bay = Königlich Bayerische Staats-Eisenbahnen
- Bra = Herzoglich Braunschweigische Staatseisenbahn (ab 1870 Teil der Preußischen Staatseisenbahnen)
- D-H = Dänisch-Holsteinisch (König Christian VIII. Ostseebahn)
- GOE = Großherzoglich Oldenburgische Staatseisenbahnen (G.O.E., 1867–1920)
- Hann = Königlich Hannöversche Staatseisenbahnen (ab 1866 Teil der Preußischen Staatseisenbahnen)
- Kurh = Bebra-Hanauer Eisenbahn (Kurhessische Staatsbahn) (ab 1866 Teil der Preußischen Staatseisenbahnen)
- MFF = Großherzoglich Mecklenburgische Friedrich-Franz-Eisenbahn
- Nas = Nassauische Staatsbahn (ab 1866 Teil der Preußischen Staatseisenbahnen)
- Pr = Preußische Staatseisenbahnen
- Sä. = Königlich Sächsische Staatseisenbahnen
- Wü = Königlich Württembergische Staats-Eisenbahnen

- DB = Deutsche Bundesbahn
- DR = Deutsche Reichsbahn
- DRG = Deutsche Reichsbahn-Gesellschaft

| 1                 | 2    | 3    | 4  | 5  | Ort                   | Gründung           | Bemerkung |
| ----------------- | ---- | ---- | -- | -- | --------------------- | ------------------ | --- |
| Osten             |      |      |    |    |                       |                    | |
| Pr                | Pr   | Pr   | DR | –  | Bromberg              | 5. November 1849   | vorher „Kgl. Direction der Ostbahn zu Bromberg“ |
| –                 | Pr   | Pr   | DR | –  | Kattowitz             | 1. Januar 1883     | |
| –                 | –    | Pr   | DR | –  | Breslau               | 1. April 1895      | – |
| –                 | –    | Pr   | DR | –  | Danzig                | 1. April 1895      | – |
| –                 | –    | Pr   | DR | –  | Königsberg            | 1. April 1895      | – |
| –                 | –    | Pr   | DR | –  | Posen                 | 1. April 1895      | – |
| –                 | –    | Pr   | DR | –  | Stettin               | 1. April 1895      | – |
| –                 | –    | –    | DR | –  | Oppeln                |                    | – |
| –                 | –    | –    | DR | –  | Osten / Frankfurt O.  |                    | – |
| Mitteldeutschland |      |      |    |    |                       |                    | |
| Pr                | Pr   | Pr   | DR | DR | Berlin                | 1. Januar 1852     | vormals „Kgl. Direction der Niederschlesisch-Märkischen Eisenbahn“ |
| –                 | Pr   | Pr   | –  | –  | Berlin                | 15. Okt. 1875      | Kgl. Direktion der Militäreisenbahn |
| –                 | Pr   | Pr   | –  | –  | Berlin                | 15. Juli 1878      | „Kgl. Direktion der Berliner Stadteisenbahn“, 1882 aufgelöst |
| –                 | –    | Pr   | ?? | ?? | Berlin                | 1. April 1907      | Kgl. Eisenbahnzentralamt im Rang einer KED |
| –                 | Pr   | Pr   | DR | DR | Magdeburg             | 1. April 1880      | aufgelöst am 1. Oktober 1931, an RBD Halle/Saale, Berlin, Altona und Hannover; ab 18. August 1945 wieder eingerichtet für vormalige RBD Hannover |
| –                 | Pr   | Pr   | DR | DR | Erfurt                | 1. Mai 1882        | – |
| –                 | –    | Pr   | DR | DR | Halle (Saale)         | 1. April 1895      | – |
| Sä                | Sä   | Sä   | DR | DR | Dresden               | 1. August 1848     | ab 1. Juli 1869 mit Leipzig zusammengefasst zur „Königlichen Generaldirection der sächsischen Staatseisenbahnen“ |
| Sä                | Sä   | Sä   | –  | –  | Leipzig               | 1. April 1847      | Königliche Direction der Sächsisch-Bayerischen Staatseisenbahn, ab 1. Juli 1869 aufgelöst und mit Dresden zusammengefasst. |
| Sä                | –    | –    | –  | –  | Chemnitz?             | 1. Oktober 1853    | „Königliche Direktion der Chemnitzer-Riesaer Staatseisenbahn“, 1858 wieder aufgelöst und der Direktion Leipzig zugeordnet. |
|                   | MFFE | MFFE | DR | DR | Schwerin              | 1873               | vormals „Großherzogliche General-Eisenbahndirection in Schwerin“, zuvor in Malchin |
| –                 | –    | –    | –  | DR | Cottbus               | 1. Oktober 1945    | für die ehem. RBD Osten |
| –                 | –    | –    | –  | DR | Greifswald            | 10. Oktober 1945   | für die ehem. RBD Stettin |
| –                 | –    | –    | –  | DR | Wittenberge           | 15. August         | bis 30. September 1945 als Ersatz für die RBD Hamburg |
| Nordwesten        |      |      |    |    |                       |                    | |
| D-H               | Pr   | Pr   | DR | DB | Altona                | 1. Januar 1887     | ab 1. April 1937 Umbenennung in RBD Hamburg (Groß-Hamburg-Gesetz) |
| Br                | Br   | –    | –  | –  | Braunschweig          | 1. Dezember 1838   | Königliche Direktion der braunschweigischen Eisenbahnen, 1869 aufgelöst, der preußischen Direktion Magdeburg zugeordnet |
| –                 | Pr   | Pr   | –  | –  | Cöln rechtsrhein.     | 1. April 1880      | vormals „Königliche Direction der Cöln-Mindener Eisenbahn zu Köln“; zum 1. April 1895 aufgelöst, Übergang zu Cöln linksrheinisch. |
| –                 | Pr   | Pr   | DR | DB | Cöln linksrhein.      | 1. April 1880      | vormals „Königliche Direction der Rheinischen Eisenbahn zu Köln“, am 1. April 1895 zu KED Cöln zusammengefasst |
| –                 | –    | Pr   | DR | DB | Cassel                | 1. April 1895      | aufgelöst am 31. Dezember 1974, an BD Frankfurt |
| –                 | –    | Pr   | DR | DB | Elberfeld / Wuppertal | 14. September 1850 | vormals „Königliche Direktion der Bergisch-Märkischen Eisenbahngesellschaft“; aufgelöst am 31. Dezember 1974, an BDen Köln und Essen |
| –                 | –    | Pr   | DR | DB | Essen                 | 1. April 1895      | – |
| Hann              | Pr   | Pr   | DR | DB | Hannover              | 13. März 1843      | vormals „Königlich Hannoversche Eisenbahndirektion“ |
| –                 | –    | Pr   | DR | DB | Münster               | 1. April 1895      | aufgelöst am 31. Dezember 1974, an BDen Essen und Hannover |
| –                 | –    | Pr   | DR | DB | Saarbrücken / Trier   | 1. April 1895      | keine Nachfolgerin der Direktion Saarbrücker Eisenbahn vom 22. Mai 1852 |
| –                 | –    | Pr   | DR | DB | Mainz                 | 1. April 1897      | Kgl. Preuß. und Großherzogl. Hessische ED aufgelöst am 30. April 1972, an BDen Karlsruhe, Frankfurt und Köln |
| ??                | Pr   | Pr   | DR | DB | Frankfurt (M)         | 1. April 1880      | – |
| Nas               | Pr   | –    | –  | –  | Wiesbaden             | 1853               | ab 1. April 1880 aufgelöst, zu Frankfurt |
| –                 | GOE  | GOE  | DR | –  | Oldenburg             | 1. April 1867      | „Großherzogliche Eisenbahn-Direktion Oldenburg“, aufgehoben am 1. Januar 1935, an RBD Münster und Hannover |
| Süd               |      |      |    |    |                       |                    | |
| –                 | –    | Bay  | DR | DB | Augsburg              | 1907               | zuvor 1845 „Bahnamt“, 1876 „Oberbahnamt“ aufgelöst am 1. Juni 1971, an BD München |
| –                 | –    | Bay  | DR | DB | Bamberg               | 1902               | zuvor 1845 „Bahnamt“, 1876 „Oberbahnamt“, aufgehoben 1920, der RBD Nürnberg unterstellt |
| –                 | –    | Bay  | DR | –  | Ludwigshafen/Rhein    | –                  | (aufgehoben am 1. April 1937, an RBDen Mainz und Saarbrücken) |
| Bay               | Bay  | Bay  | DR | DB | München               | 1851               | zunächst „Generaldirektion der königlichen Verkehrsanstalten“ und „Generaldirektion der königlich bayerischen Staatseisenbahnen“ |
| –                 | –    | Bay  | DR | DB | Nürnberg              | ??                 | – |
| –                 | –    | Bay  | DR | DB | Regensburg            | ??                 | aufgelöst am 1. Juni 1976, an BDen München und Nürnberg |
| –                 | –    | Bay  | DR | –  | Würzburg              | ??                 | aufgehoben am 1. Januar 1931, an RBD Nürnberg |
| Wü                | Wü   | Wü   | DR | DB | Stuttgart             | 1851               | 1851 Gründung der „Zentralbehörde für die Verkehrsanstalten“, seit dem 8. September 1875 „Eisenbahndirektion Stuttgart“, seit 1881 „Generaldirektion der Königlich Württembergischen Staatseisenbahnen“, seit 1920 Generaldirektion Stuttgart, seit 1922 Reichsbahndirektion Stuttgart |
| Bad               | Bad  | Bad  | DR | DB | Karlsruhe             | 1872               | Die Staatseisenbahnen waren zuvor der Oberdirektion des Wasser- und Straßenbaus, danach der „Oberdirektion der Posten und Eisenbahnen“ zugeordnet. |

## Österreich

### Österreich-Ungarn
Die Organisation der Österreichischen Staatseisenbahnen und der vom Staat betriebenen Privatbahnen war in einer Verordnung vom 26. Februar 1882 geregelt. Der zufolge stand unter dem K.K. Handelsministerium eine K.K. Direction für Staats-Eisenbahnbetrieb in Wien (Wien-Fünfhaus, Schönbrunnerstraße 2), der ein Staats-Eisenbahnrath beigegeben war. Darunter fungierten k.k. Ober-Bahnbetriebsämter, denen innerhalb eines bestimmten Bezirks die Überwachung des Betriebsdienstes, des Baues, der Bahnerhaltung sowie die Zugbeförderung zugewiesen war (Standorte: Wien, Linz, Salzburg, Steyr, Villach, Innsbruck sowie Spalato)
In Ungarn lag die Zentralverwaltung in den Händen einer Direktion in Pest mit einem Direktor an der Spitze, welchem für die einzelnen Dienstzweige Subdirektoren zur Seite standen. Letztere übten innerhalb ihres Wirkungskreises die Verwaltung mit einer gewissen Selbständigkeit aus und fungierten in dem Direktionsrat zugleich als Referenten. Der Betriebsdienst, der Bau, die Bahnerhaltung sowie die Zugbeförderung für abgegrenzte Dienstbezirke von 150–600 km wurden durch Betriebs- und Verkehrsleitungen (entsprechend den Eisenbahnbetriebsämtern in Preußen) wahrgenommen.
Mit einer Verordnung vom 23. Juni 1884 wurde die dem Handelsminister unterstellte k.k. Generaldirection der österreichischen Staatsbahnen in Wien geschaffen (Wien-Innere Stadt, Hegelgasse 7), der zur Leitung des lokalen Betriebsdienstes nach Verkehrsbedürfnissen zu bildende k.k. Eisenbahn-Betriebsdirectionen angefügt wurden (Standorte: Wien, Linz, Innsbruck, Villach, Budweis, Pilsen, Prag, Krakau, Lemberg, Pola sowie Spalato). Der 1882 eingerichtete Staats-Eisenbahnrath diente (mit 50 Mitgliedern) nunmehr dem Handelsminister bei der Begutachtung volkswirtschaftlicher Fragen im Bereich des Eisenbahn-Verkehrswesens. Im Jahr 1896 wurde das K.k. Eisenbahnministerium gegründet, in dem die bisherige Generaldirektion sowie die mit Eisenbahnthemen befassten Sektionen des Handelsministeriums aufgingen. Die k.k. Staatsbahnen besaßen damit keine eigenständige Generaldirektion mehr, sondern wurden direkt vom Ministerium gesteuert. Unter dem Ministerium bestanden 1896 11 Staatsbahndirektionen in Innsbruck, Krakau, Lemberg, Linz, Olmütz, Pilsen, Prag, Stanislau, Triest, Villach und Wien.

### Republik Österreich

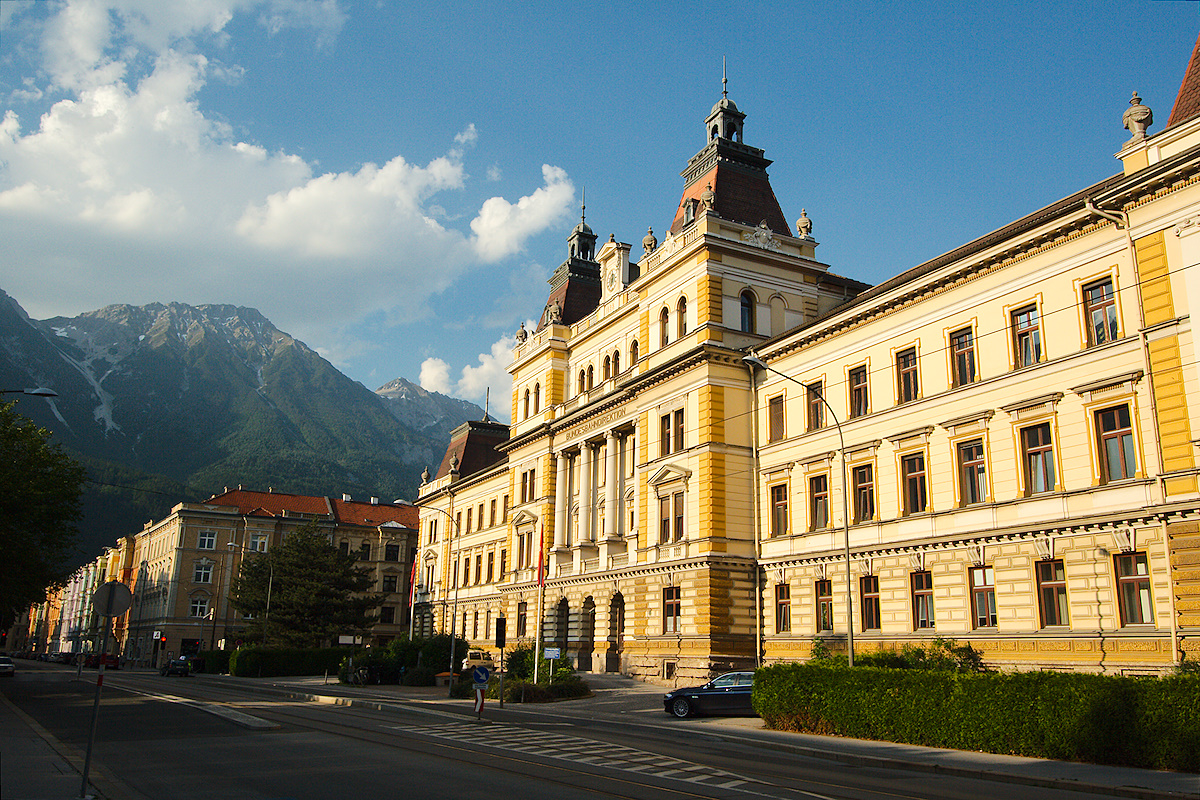
Gebäude der Bundesbahndirektion in Innsbruck

Mit Auflösung der k.k. Staatsbahnen nach dem Ende der Monarchie wurden für die auf dem Gebiet der Republik verbliebenen Eisenbahnen die Österreichischen Bundesbahnen gegründet, zunächst als  Deutschösterreichische Staatsbahnen, vom 21. November 1919 an als Österreichische Staatsbahnen und ab 1. April 1921 schließlich mit dem heutigen Namen bezeichnet. Die Direktionen der ehemaligen k.k. Staatsbahnen wurden übernommen, zunächst noch als Staatsbahndirektion, ab Gründung der Bundesbahnen dann als Bundesbahndirektion bezeichnet. Insgesamt bestanden unter der in Wien neu eingerichteten Generaldirektion, in der die entsprechenden Sektionen des früheren Eisenbahnministeriums aufgingen, vier Direktionen:
- Bundesbahndirektion Innsbruck
- Bundesbahndirektion Linz
- Bundesbahndirektion Villach
- Bundesbahndirektion Wien

Die Deutsche Reichsbahn übernahm die vier Bundesbahndirektionen nach dem Anschluss Österreichs 1938 als Reichsbahndirektionen, löste allerdings die Direktion Innsbruck bereits zum 14. Juli 1938 auf. Ihr Streckennetz ging an die benachbarten Direktionen Augsburg, Linz, München und Villach.
Nach 1945 wurde von der wieder begründeten ÖBB die Direktionsstruktur aus der Zeit vor 1938 eingerichtet und die Bundesbahndirektion Innsbruck neu gegründet. Im Zuge des Umbaus der ÖBB in einen Konzern in den Jahren 2004 und 2005 wurden die Direktionen aufgelöst.

## Polen

### Deutsche Ostbahn
Nach der Besetzung Polens unterstellte die Deutsche Reichsbahn (DRB) die Eisenbahnstrecken im Generalgouvernement bereits am 1. November 1939 der Generaldirektion der Ostbahn („Gedob“) mit Sitz in Krakau. Der Großteil des Personals der Deutschen Ostbahn kam aus Deutschland, nur in unteren Diensträngen durften polnische Staatsangehörige beschäftigt werden. Präsident der Gedob war ab 1. April 1940 Adolf Gerteis. Das rollende Material der Ostbahn stammte überwiegend von den früheren Polnischen Staatsbahnen (PKP).